# Norrvåge
Norrvåge är en bebyggelse vid havet söder om Örnsköldsvik i Själevads socken i Örnsköldsviks kommun. Från 2015 avgränsar SCB här en småort.